# Nationaal Symfonieorkest van Estland

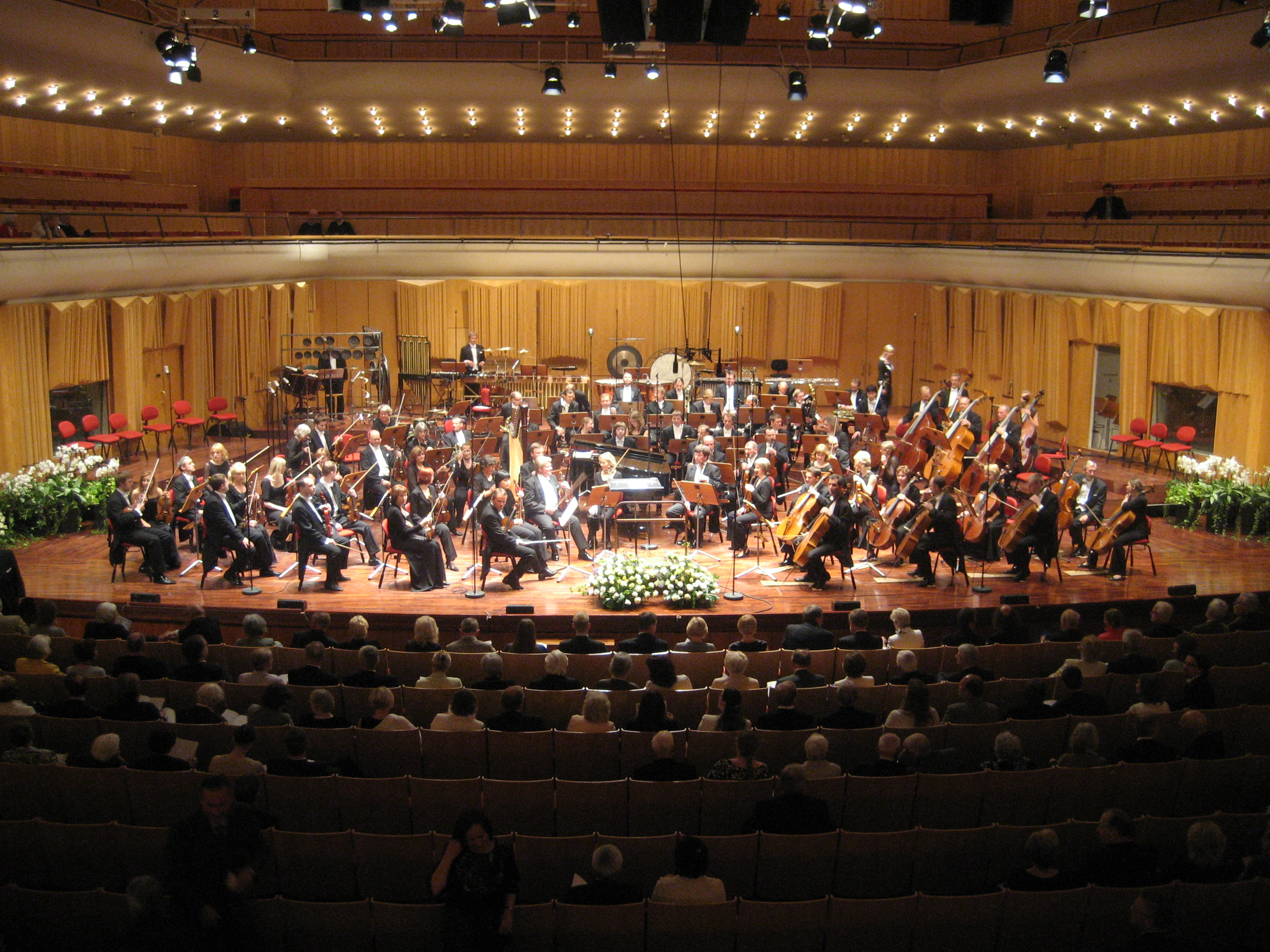
Nationaal Symfonieorkest van Estland

Het Nationaal Symfonieorkest van Estland (Eesti Riiklik Sümfooniaorkester, ERSO) is het oudste en belangrijkste symfonieorkest van Estland. Het orkest werd opgericht in 1926 als het Radio-Symfonieorkest van Estland (Eesti Raadio sümfooniaorkester). Chef-dirigent is sinds 2010 Neeme Järvi, die deze functie ook van 1963 tot 1979 bekleedde. 
Het orkest kreeg in 1975 zijn huidige naam. Andere chef-dirigenten waren Peeter Lilje (1980-1990), de Duitser Leo Krämer (1991-1993) en Arvo Volmer. De laatste moest het orkest vrijwel volledig nieuw opbouwen, nadat veel musici na het herstel van de Estische onafhankelijkheid naar het buitenland waren vertrokken. Onder Volmer nam het orkest alle symfonieën van Eduard Tubin op.
Het orkest verzorgde de premières van veel werken van de toonaangevende Estische componisten (behalve Tubin ook Arvo Pärt, Lepo Sumera en Erkki-Sven Tüür). Bovendien speelde dit orkest ten tijde van de Sovjet-Unie werken van componisten als Schönberg, Webern en Stravinsky die elders in de USSR niet eerder waren gehoord.
Prominente gastdirigenten die het orkest hebben gedirigeerd zijn Paavo Berglund, Valeri Gergiev, Mariss Jansons, Kurt Masur, Gennadi Rozjdestvenski, Kurt Sanderling en Igor Stravinsky.